# Epsom
Epsom er en by i Surrey nær det sydlige London. Ved folketællingen i 2011 havde byen 31.489 indbyggere. 
Epsoms historie daterer sig langt tilbage; der er gjort arkæologiske fund fra det 7. århundrede.
Byen er kendt for sin galopbane Epsom Downs Racecourse, hvor det traditionsrige hestevæddeløb Epsom Derby afvikles. 